# Lijst van grote Israëlische steden
Dit is een lijst van grote steden in Israël bijgewerkt met de gegevens van 2009.

## Steden met > 500.000 en < 1.000.000 inwoners
- Jeruzalem

## Steden met > 250.000 en < 500.000 inwoners
- Tel Aviv
- Haifa
- Rishon LeZion

## Steden met > 100.000 en < 250.000 inwoners
- Ashdod
- Petach Tikwa
- Beër Sjeva
- Netanya
- Holon
- Benee Brak
- Bat Yam
- Ramat Gan
- Ashkelon
- Rehovot

## Steden met > 50.000 en < 100.000 inwoners
- Herzliya
- Kefar Sava
- Hadera
- Bet Shemesh
- Modi'in-Makkabbim-Re'ut
- Nazareth
- Lod
- Ra'anana
- Ramla
- Givatayim
- Nahariya
- Kirjat Ata